# Ruchti Róbert
Ruchti Róbert (Tata, 1963. augusztus 10. –) magyar tanító, politikus, országgyűlési képviselő.

## Életpályája

### Iskolái
Az általános iskolát Szomódon végezte el. A tatai Eötvös József Gimnáziumban érettségizett. 1985-ben végzett az Esztergomi Tanítóképző Főiskola hallgatójaként. 1997-ben elvégezte a Berzsenyi Dániel Tanárképző Főiskola történelem szakát.

### Pályafutása
1985-től a tatai Vaszary János Általános Iskola tanára. 

### Politikai pályafutása
1989-től a Fidesz tagja. 1990-ben és 2002-ben országgyűlési képviselőjelölt volt. 1990–1992 között a Szociális bizottság elnöke volt. 1990–1994 között önkormányzati képviselő volt a tatai képviselő-testületben. 1993-tól a Fidesz tatai szervezetének elnöke; Komárom-Esztergom megyei alelnöke. 1993–1994 között a Párbeszéd platform szóvivője volt. 1994-től a Komárom-Esztergom Megyei Közgyűlés tagja. 1998–2002 között a Kultúrális és sajtó bizottság tagja volt. 1998–2002 között országgyűlési képviselő (Tata) volt. 2006-ban szomódi polgármesterjelölt volt.

## Családja
Szülei Ruchti József és Hattayer Ilona. Nős; felesége Varga Éva. Két fia született: Péter (1987–) és Roland (1999–).